# Benedict (Nebraska)
Benedict – wieś w Stanach Zjednoczonych, w stanie Nebraska, w hrabstwie York.